# Hans Helfritz
Hans Helfritz (Chemnitz, 25 juillet 1902-Duisbourg, 21 octobre 1995) est un explorateur, photographe, musicologue et compositeur allemand.

## Biographie
Né dans une famille bourgeoise, il est destiné à la banque mais préfère se consacrer à la composition musicale qu'il apprend à Vienne et à Berlin où il apprend la contrebasse et suit les cours de Paul Hindemith. Il compose en parallèle plusieurs œuvres dont un concerto pour clavecin et un ballet, La Croisade des machines.
Passionné par l'enseignement d'Erich von Hornbostel, il décide, en 1930, de partir parcourir le Moyen-Orient pour y collecter de la musique folklorique et pratiquer l'ethnomusicologie. Il voyage ainsi en Égypte, en Palestine, en Syrie et en Irak. Ses principales collectes sont alors réalisées dans la région de l'Hadramut et du Yémen.
En 1935, il poursuit ses travaux en voyageant en Inde, au Sri Lanka, en Malaisie, en Chine et à Singapour. Il réalise alors pour la UFA films des films ethnologiques. Contraint à l'exil en 1939 à cause de son homosexualité et de ses penchants politiques anti-nazie, il se réfugie en Bolivie puis au Brésil et enfin au Chili où, avec d'autres musiciens exilés comme Walter Gieseking et Hermann Scherchen, il se relance dans la création musicale. Il reçoit alors la nationalité chilienne.
En 1950, il s'engage comme photographe dans la Chilean Antartic Expedition et parcourt l'Amérique centrale et l'Afrique de l'Ouest. En 1959, il s'installe à Ibiza où il devient auteur de guides touristiques et guide.

## Œuvres
- Arabien: Die letzten Wunder der Wüste, List, 1944
- L'Arabie heureuse, Albin Michel, 1961
- Entdeckungsreisen in Süd-Arabien. Auf unbekannten Wegen durch Hadramaut und Jemen (1933 und 1935), DuMont, 1977
- Südamerika: Präkolumbianische Hochkultur und die Kunst der Kolonialzeit. Ein Reisebegleiter zu den Kunststätten in Kolumbien, Ekuador, Peru und Bolivien, DuMont, 1988
- Neugier trieb mich um die Welt, DuMont, 1990